# Sven-Eric Juhlin

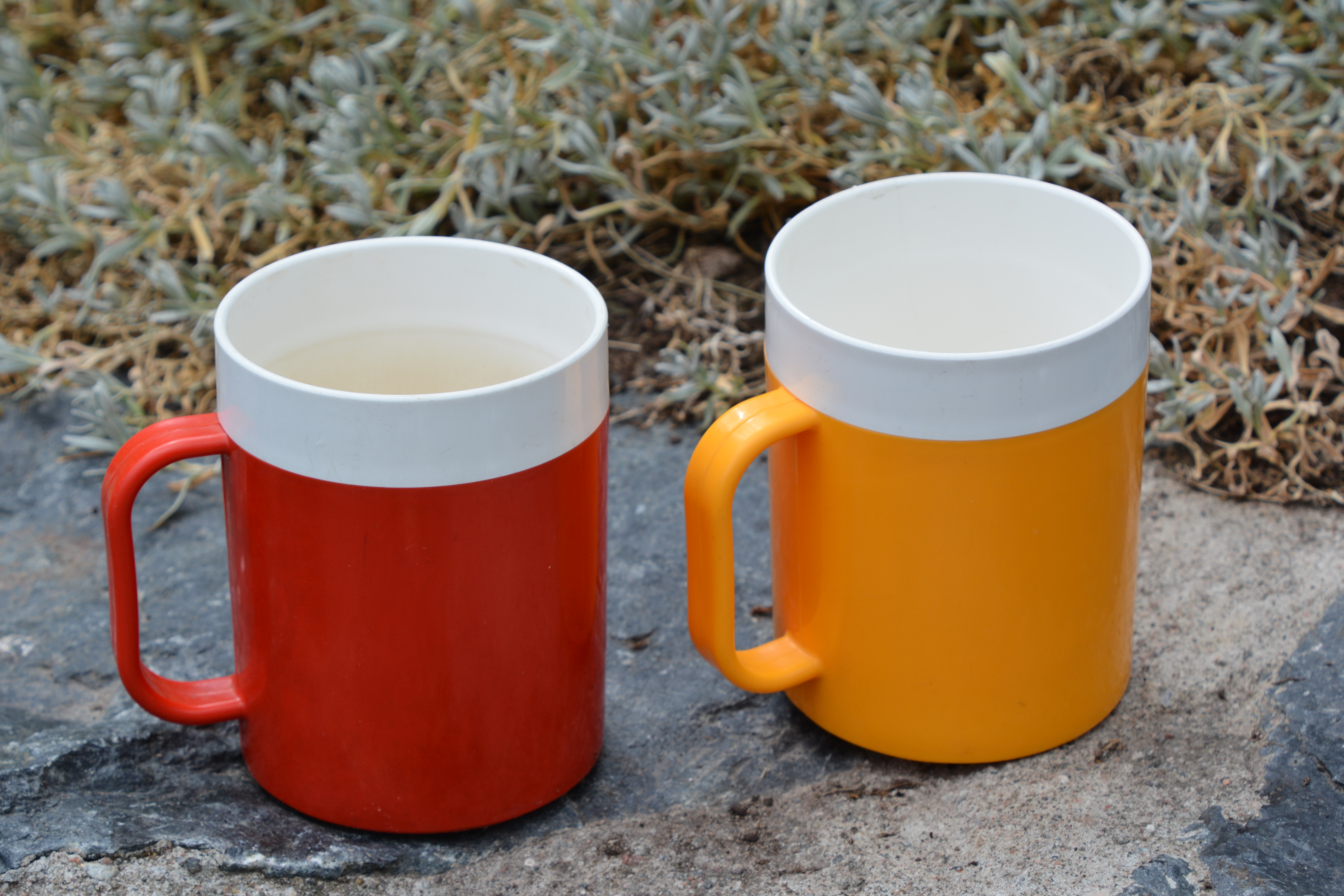
Muggar för Gustavsberg, 1972.

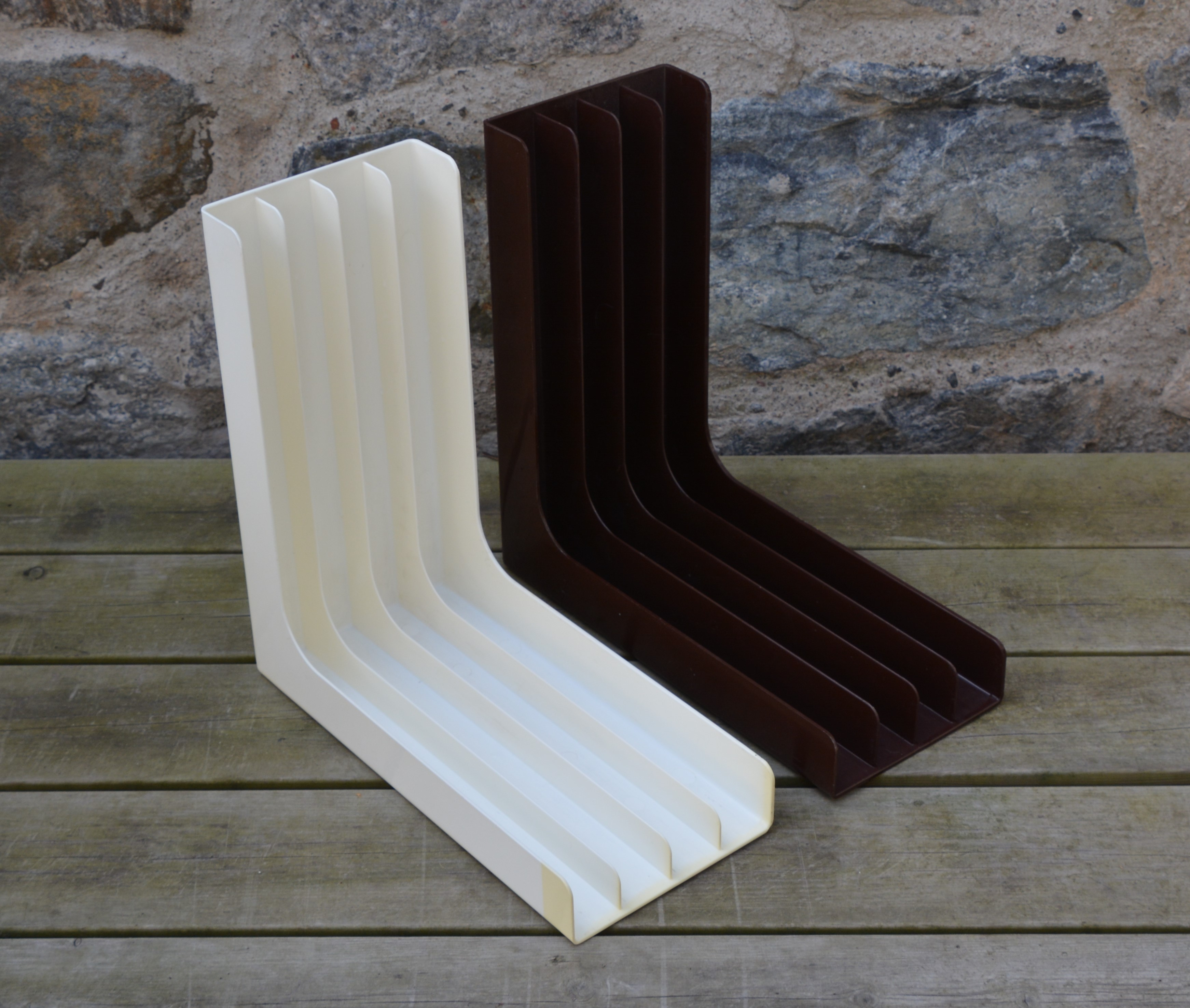
LP-ställ för Gustavsberg, i produktion 1970-79.

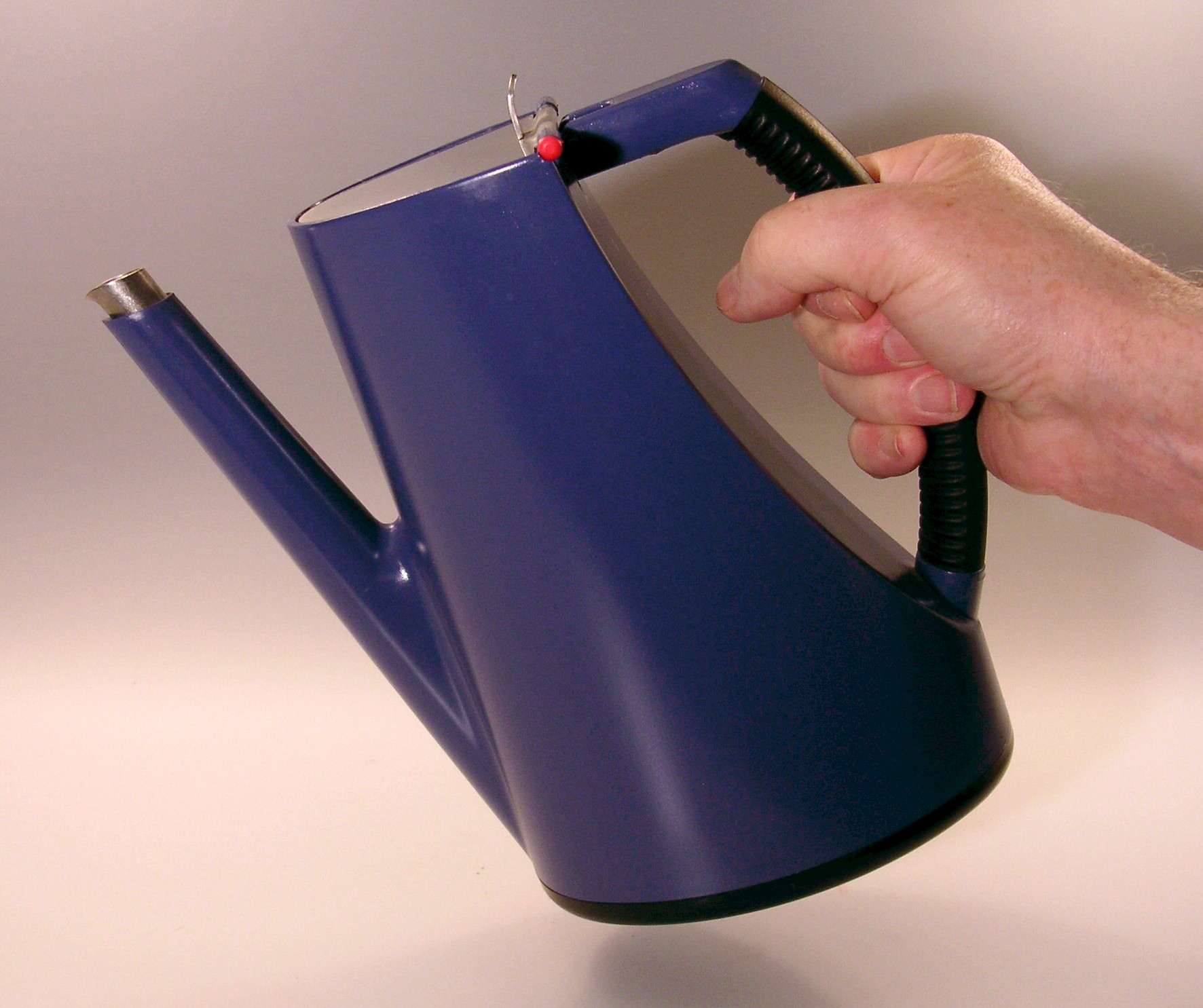
Serveringskanna för SAS (tillsammans med Maria Benktzon), 1988.

Sven-Eric Juhlin, född 6 maj 1940, död 19 oktober 2023, var en svensk formgivare.
Sven-Eric Juhlin arbetade på 1960-talet på Gustavsbergs porslinsfabriks plastavdelning som formgivare av kannor, muggar, tillbringare, skålar och tallrikar med mera. Sven-Eric Juhlin bidrog med en modern designmetodik när han började 1967. Detta innebar bland annat funktionsanalys. Han var en av grundarna av Ergonomidesign 1969, och var en föregångare i formgivning av produkter för rörelsehindrade.
Juhlin kom att utveckla Brödsågen som uppmärksammades över hela världen som hjälpmedel för rörelsehindrade. Den marknadsfördes av Gustavsberg som "skärhjälpen". Brödsågen togs fram omkring 1970 och blev en försäljningssuccé och designklassiker. Juhlin utvecklade även en griptång för rörelsehindrade (1969) och formgav en barnmugg i plast som återfinns i Museum of Modern Arts samlingar.
År 1972 utförde Sven-Eric Juhlin och Maria Benktzon ergonomiska och fysiologiska studier om greppvänlighet för knivar och brödsågar. Detta ledde till en höjd standard för hjälpmedel för funktionshindrade. med ett antal ergonomiskt formgivna föremål för RFSU Rehab, Bahco, BabyBjörn och Pfizer, varav flera idag är representerade på Nationalmuseum i Stockholm, Museum of Modern Art i New York och Design Museum i London. Ett av föremålen är världens första vinklade kökskniv som gjordes för Gustavsberg 1973.
Den droppfria serveringskannan för SAS från 1988 togs fram av Maria Benktzon och Sven-Eric Juhlin. Kannan har tillverkats i över 500 000 exemplar och används av ett 30-tal flygbolag världen över. Den följdes upp av ett ergonomiskt utformat serveringsset 1992 och av en juicekanna 1994.
Sven-Eric Juhlin är representerad vid bland annat Museum of Modern Art.